# Metrocoris
Metrocoris is een geslacht van wantsen uit de familie schaatsenrijders (Gerridae). Het geslacht werd voor het eerst wetenschappelijk beschreven door Gustav Mayr in 1865.

## Soorten
- Metrocoris acutus Chen & Nieser, 1993
- Metrocoris anderseni Chen & Nieser, 1993
- Metrocoris angustus Chen & Nieser, 1993
- Metrocoris armatus Chen & Nieser, 1993
- Metrocoris astictus Ye, Chen & Bu, 2016
- Metrocoris atlas Zettel, 2011
- Metrocoris bilobatoides Chen & Nieser, 1993
- Metrocoris bilobatus Boer, 1965
- Metrocoris borneensis D. A. Polhemus, 1990
- Metrocoris breviculus Chen & Nieser, 1992
- Metrocoris cantonensis Chen & Nieser, 1993
- Metrocoris celebensis D. A. Polhemus, 1990
- Metrocoris ciliatus Boer, 1965
- Metrocoris communis (Distant, 1910)
- Metrocoris communoides Chen & Nieser, 1993
- Metrocoris constrictus Chen & Nieser, 1993
- Metrocoris coxalis Chen & Nieser, 1993
- Metrocoris cylindricus Chen, 1994
- Metrocoris darjeelingensis Basu, D. A. Polhemus & Subramanian, 2016
- Metrocoris deceptor Basu, D. A. Polhemus & Subramanian, 2016
- Metrocoris dembickyi Chen & Zettel, 1999
- Metrocoris dentifemoratus Chen & Nieser, 1993
- Metrocoris dinendrai Basu, D. A. Polhemus & Subramanian, 2016
- Metrocoris esakii Chen & Nieser, 1993
- Metrocoris falcatus Chen & Nieser, 1993
- Metrocoris falciformis Ye, Chen & Bu, 2016
- Metrocoris femoratus (Paiva, 1919)
- Metrocoris foveatus (Distant, 1910)
- Metrocoris genitalis Chen & Nieser, 1993
- Metrocoris guizhouensis Ye, Chen & Bu, 2016
- Metrocoris heineri Chen & Zettel, 1999
- Metrocoris hirtus Chen & Nieser, 1993
- Metrocoris histrio (White, 1883)
- Metrocoris hubeiensis Chen, 1994
- Metrocoris hungerfordi Boer, 1965
- Metrocoris indicus Chen & Nieser, 1993
- Metrocoris inthanon Chen & Nieser, 1993
- Metrocoris johnpolhemi Tran & D. A. Polhemus, 2017
- Metrocoris lavitra Basu, D. A. Polhemus, Subramanian & Saha, 2016
- Metrocoris lituratus (Stål, 1854)
- Metrocoris luzonicus D. A. Polhemus, 1990
- Metrocoris malabaricus Thirumalai, 1986
- Metrocoris malayensis Chen & Nieser, 1993
- Metrocoris medius Chen & Nieser, 1996
- Metrocoris monticola Tran & D. A. Polhemus, 2017
- Metrocoris morsei Jehamalar & Chandra, 2013
- Metrocoris murtiensis Basu, D. A. Polhemus & Subramanian, 2016
- Metrocoris nepalensis Distant, 1910
- Metrocoris nieseri Chen & Zettel, 1999
- Metrocoris nigriventris Tran & D. A. Polhemus, 2017
- Metrocoris nigrofasciatus Distant, 1903
- Metrocoris nigrofascioides Chen & Nieser, 1993
- Metrocoris obscurus Chen & Nieser, 1993
- Metrocoris pardus Zettel, 2011
- Metrocoris philippinensis Boer, 1965
- Metrocoris pilosus Chen & Nieser, 1993
- Metrocoris quynhi Tran & Zettel, 2005
- Metrocoris sapa Tran & D. A. Polhemus, 2017
- Metrocoris schillhammeri Chen, 1995
- Metrocoris shepardi Chen & Zettel, 1999
- Metrocoris shillongensis Jehamalar & Chandra, 2013
- Metrocoris sichuanensis Chen & Nieser, 1993
- Metrocoris sicilis Tran & D. A. Polhemus, 2017
- Metrocoris sinuosus Chen & Nieser, 1993
- Metrocoris squamifer Lundblad, 1933
- Metrocoris stali (Dohrn, 1860)
- Metrocoris strangulator Breddin, 1905
- Metrocoris stranguloides Chen & Nieser, 1993
- Metrocoris strictus Chen & Nieser, 1993
- Metrocoris sunda D. A. Polhemus, 1990
- Metrocoris tenuicornis Esaki, 1926
- Metrocoris tigrinus D. A. Polhemus, 1990
- Metrocoris triangulatus Zettel & Chen, 1996
- Metrocoris variegans Thirumalai, 1986
- Metrocoris velamentus Chen & Nieser, 1993
- Metrocoris vietnamensis Tran & Zettel, 2005
- Metrocoris xiei Chen, 1994
- Metrocoris zetteli D. A. Polhemus, 1998
- Metrocoris zhengi Ye, Chen & Bu, 2016

### Synoniemen
- Metrocoris aethiops Distant, 1903 => Eurymetra aethiops (Distant, 1903)
- Metrocoris compar (White, 1883) => Halobates compar White, 1883
- Metrocoris natalensis Distant, 1903 => Eurymetra (natalensis) natalensis (Distant, 1903)
- Metrocoris nitidulus Esaki, 1926 => Eurymetra (nitidula) nitidula (Esaki, 1926)